# Pycnoporellus
Pycnoporellus es un género de hongos perteneciente a la familia Fomitopsidaceae. Es un género extensamente distribuido, circunscrito por el micólogo estadounidense William Alphonso Murrill en 1905.